# Eutelia viridinota
Eutelia viridinota là một loài bướm đêm trong họ Noctuidae.